# 古斯塔夫·魏纳特
古斯塔夫·魏纳特（瑞典語：Gustaf Wejnarth，1902年4月24日—1990年4月22日），瑞典男子田径运动员，主攻短跑。他曾代表瑞典参加1924年夏季奥林匹克运动会田径比赛，获得男子4×400米接力银牌。